# Calosoma externum
Calosoma externum es una especie de escarabajo del género Calosoma, familia Carabidae. Fue descrita científicamente por Say en 1823.
Esta especie se encuentra en los Estados Unidos y Canadá.